# Sturgeon River—Parkland
Circonscription électorale fédérale du Canada
Sturgeon River—Parkland est une ancienne circonscription électorale fédérale canadienne de l'Alberta qui contenait les villes de Stony Plain et Spruce Grove. Elle est créée en 2012 à partir des circonscriptions de Edmonton—Spruce Grove, Westlock—St. Paul et Yellowhead.
Les circonscriptions limitrophes étaient Lakeland (circonscription fédérale), Sherwood Park—Fort Saskatchewan, Edmonton Manning, St. Albert—Edmonton, Edmonton-Ouest, Edmonton—Wetaskiwin, Yellowhead, et Peace River—Westlock. Le siège était occupé au moment de l'abolition de la circonscription par Dane Lloyd, député conservateur élu lors de l'élection partielle du 23 octobre 2017.
À la suite du redécoupage de la carte électorale de 2022, Sturgeon River—Parkland est redistribué dans deux nouvelles circonscriptions, Parkland et St. Albert—Sturgeon River.  

## Députés
| Législature                                                                             | Années       | Député     | Député       | Parti        |
| --------------------------------------------------------------------------------------- | ------------ | ---------- | ------------ | ------------ |
| Sturgeon River—Parkland issue de Edmonton—Spruce Grove, Westlock—St. Paul et Yellowhead |              |            |              |              |
| 42e                                                                                     | 2015–2017    |            | Rona Ambrose | Conservateur |
| 42e                                                                                     | 2017-2019    | Dane Lloyd |              | Conservateur |
| 43e                                                                                     | 2019–2021    | Dane Lloyd |              | Conservateur |
| 44e                                                                                     | 2021–Présent | Dane Lloyd |              | Conservateur |
| dissoute dans Parkland et St. Albert—Sturgeon River                                     |              |            |              |              |

## Résultats électoraux
|  | Candidat         | Parti             | #     | %       |
|  | ---------------- | ----------------- | ----- | ------- |
|  | Dane Lloyd       | Conservateur      | 16125 | 77,36 % |
|  | Brian Gold       | Libéral           | 2508  | 12,03 % |
|  | Shawna Gawreluck | Néo-Démocrate     | 1606  | 7,70 %  |
|  | Ernest Chauvet   | Héritage Chrétien | 605   | 2,90 %  |
|  | Total            |                   | 20844 | 100 %   |

|       | Candidat               | Parti             | # de voix | % des voix |
|       | (sortant) Rona Ambrose | Conservateur      | +43 220,  | 70,23 %    |
|       | Travis Dueck           | Libéral           | +09 586,  | 15,58 %    |
|       | Guy Desforges          | NPD               | +06 166,  | 10,02 %    |
|       | Brendon Greene         | Vert              | +01 875,  | 3,05 %     |
|       | Ernest Chauvet         | Héritage chrétien | +00690,   | 1,12 %     |
| Total | Total                  | Total             | 61 537    | 100 %      |